# Динкел бира
Динкел бира (на немски: Dinkelbier, от „dinkel“ – спелта), известна и като Бира от спелта, е традиционна германска бира тип ейл, приготвена на основата на малц от спелта, със съдържание на алкохол около 4,5 об. %.

## Характеристика
Спелтата (Triticum spelta), наричана още динкел, e вид древна пшеница. Била е основна храна в части на Близкия изток и Европа от Бронзовата епоха до Средновековието.
Само няколко малки баварски пивоварни правят този старомоден стил бира днес. Заради високото си съдържание на протеини (до 17% в сравнение с пшеницата, при която съдържанието е 12,5 – 14,5%, и пивоварния ечемик с около 10,5%), тя е подходяща най-вече за производството на хляб и хлебни изделия и в по-малка степен за варене на бира. Зърната трябва да се излющват, иначе бирата се получава прекалено груба, затова в пивоварството съдържанието на малц от спелта рядко надвишава 50 %. След ферментацията, за да се омекоти, бирата се оставя да отлежи няколко месеца при ниска температура около точката на замръзване. Тъй като пяната на бирата съдържа най-вече протеини, при наливане в чаша се образува дебела пяна. Алкохолно съдържание обикновено е около 4,5%.

## Производители
В Германия динкел бира произвеждат пивоварните Brauerei Apostelbräu в Хауценберг, Brauereien Neumarkter Lammsbräu в Оберпфалц, Distelhäuser Brauerei в Нордбаден, Nordbaden und das Riedenburger Brauhaus в Риденбург, Brauerei Unertl в Мюлдорф (последната вари динкел вайс бира).
В Швейцария динкел бира произвежда Brauerei Rosengarten в Айнзиделн.